# Catarina Pavlovna da Rússia
Catarina Pavlovna da Rússia (em russo: Екатерина Павловна; transliterado: Ekaterina Pavlovna), (10 de maio de 1788 - 9 de janeiro de 1819) foi Rainha de Württemberg como a esposa do rei Guilherme I. Era a quarta filha do imperador Paulo I da Rússia e da sua esposa, a imperatriz Maria Feodorovna, nascida princesa Sofia Doroteia de Württemberg. Tornou-se rainha consorte de Württemberg quando se casou com seu primo direito, o príncipe herdeiro Guilherme que, eventualmente, se tornaria no rei Guilherme I em 1816.

## Primeiros anos
Catarina nasceu em 10 de maio de 1788 em Tsarskoe Selo. Ela era a quarta filha na família do grão-duque Paulo Petrovich. O parto foi tão difícil que a vida da mãe literalmente ficou em jogo. A imperatriz Catarina II não saiu da cama da nora durante sete horas seguidas. Com suas ordens decisivas e úteis, ela ajudou os médicos desnorteados a fazerem todo o necessário para salvar a mãe e a criança. O povo soube do nascimento da Grã-Duquesa com a ajuda de tiros da Fortaleza de Pedro e Paulo. No dia seguinte, a Imperatriz em uma carta ao Sereníssimo Príncipe Grigory Potemkin disse: "Ontem a Grã-Duquesa deu à luz uma filha, que recebeu meu nome, portanto ela é Catarina". A avó-imperatriz esperava um neto, não uma neta, por isso o nascimento de outra menina foi saudado por ela sem muita alegria. Porém, ao contrário do que é costume, a Imperatriz participou ativamente do batismo da neta. A Grã-Duquesa foi trazida para a igreja nos braços da Dama Imperatriz do Estado, Princesa Yekaterina Dashkova, que então dirigia a Academia de Ciências.
Sob a supervisão de sua avó, teve início a formação da Grã-Duquesa, que foi liderada pela mesma Condessa Lieven. Desde a infância, Catarina atraiu a atenção com sua disposição alegre, mente afiada e curiosidade. A menina adorava ler, levava a sério o aprendizado de línguas estrangeiras, demonstrava um profundo interesse por história e geografia e gostava de desenhar. Muito cedo, a grã-duquesa aprendeu o básico da matemática e da economia política. Ela também sabia latim. Ou seja, já na juventude Catarina destacava-se entre os demais filhos da família real pelo intelecto e erudição geral, era uma excelente contadora de histórias, possuía excelente domínio da língua russa. E ela tinha um caráter diferente de suas irmãs. Após a morte de sua avó-imperatriz, Catarina, de oito anos, ficou sob o controle estrito de sua mãe. Mas, já na juventude, a filha mostrava independência de julgamento, expressava abertamente a sua opinião, sabia insistir na sua. E a mente dessa garota era mais masculina: afiada, crítica. Como observado nos círculos diplomáticos, "Não há vazio feminino, sentimentalismo religioso nela, ela tem um poder especial de pensamento". E um dos embaixadores, convencido da grande influência da grã-duquesa Catarina sobre toda a família imperial, relatou a seu governo que ela era "Uma princesa com inteligência e educação, combinadas com um caráter muito decidido". E nas ações da jovem Catarina, a timidez era completamente incomum. "A coragem e a perfeição com que cavalga podem causar inveja até nos homens ”, afirmaram na corte.

### Planos matrimoniais
É hora de procurar um noivo e esta filha do imperador Paulo. A questão do casamento da grã-duquesa na família real foi discutida já em 1801. Acreditava-se que seria melhor para ela se casar com o Príncipe Eugênio de Württemberg, sobrinho da Imperatriz Maria Feodorovna. Mas a menina tinha então apenas treze anos e eles decidiram adiar o casamento. Tempo passou. Após a vil represália contra o pai de Catarina, seu irmão Alexandre subiu ao trono. A imperatriz viúva viveu a maior parte do tempo com seus filhos em Pavlovsk. Ao longo dos anos, Catarina se tornou uma garota charmosa com cabelos castanho-escuros espessos e olhos azuis escuros expressivos e gentis, o que parecia atestar sua grande inteligência. A grã-duquesa não era chamada de outra coisa senão "A beleza da casa real", embora ela parecesse estar imersa apenas na ciência e em seus desenhos.
Após a morte repentina de suas duas filhas mais velhas, casadas muito jovens e que morreram após dar à luz longe de sua terra natal, a Imperatriz Mãe não teve pressa em se casar com Catarina. Quando a terceira filha, Maria, se casou com o príncipe herdeiro de Saxe-Weimar e deixou sua casa, a grã-duquesa Catarina, que já tinha dezesseis anos, tornou-se o principal sustentador de sua mãe. A viúva Imperatriz Maria Feodorovna teve como foco a ideia de deixar sua filha por perto, em seu próprio país. “Agora a alegria e a paz da minha vida dependem da presença de Kato (como ela chamava sua filha). Ela é minha filha, minha amiga, a beleza dos meus dias". Então, ela escreveu em uma carta ao filho-imperador. Mas, de repente, a jovem voltou seu olhar para o chefe de 40 anos do Regimento dos Guardas da Vida, ele estava encarregado da proteção da família real em Pavlovsk. O oficial era ninguém menos que o príncipe Peter Ivanovich Bagration, o futuro herói-líder militar, um homem casado. (Sua esposa, a bela condessa Ekaterina Skavronskaya, partiu para a Europa em 1805 sob o pretexto de tratamento médico e não morou com o marido.) Este último não diminuiu a paixão da grã-duquesa por um general corajoso e educado. Ela gostava de passeios pelos becos do parque, longas conversas, e histórias sobre batalhas. Então Maria Feodorovna, desejando proteger a família imperial de fofocas indesejáveis, juntou-se ativamente à busca de um noivo para sua filha. Devido à sua origem, educação brilhante e altas qualidades espirituais, a grã-duquesa Catarina era considerada uma noiva muito desejável naquela época. No entanto, com os dois primeiros candidatos a pretendentes, escolhidos por Maria Feodorovna o Príncipe da Baviera e o Príncipe de Württemberg o assunto não chegou a um casamento. A mãe teve muitos problemas com o casamento de Catarina, uma jovem inteligente e ambiciosa, a favorita do irmão-imperador. “Quero que minha filha seja feliz, você só precisa que o marido tenha qualidades sinceras”, disse ela ao filho mais velho.

De repente, a viúva-imperatriz teve a ideia de casar sua filha com o imperador austríaco Francisco, cuja esposa morreu há algumas semanas. (Maria Teresa de Nápoles e Sicília), que intrigou contra a grã-duquesa russa Alexandra, esposa do arquiduque José, irmão de seu marido.) O brilho da coroa do Império Austríaco cegou Catarina ela realmente queria ser como sua bisavó, cujo nome ela carregava. A grã-duquesa estava pronta para fazer qualquer sacrifício apenas para estar no trono. Ela nem mesmo ficou constrangida com a religião católica do imperador Francisco. Ambição e vaidade prevaleceram. A imperatriz Maria Feodorovna instruiu o príncipe Alexander Borisovich Kurakin a resolver a questão do casamento, com quem ela tinha uma relação de confiança. Em 1807, foi nomeado embaixador extraordinário e plenipotenciário e deveria ir a Viena. No caminho de São Petersburgo para a Áustria, o príncipe passou vários dias em Tilsit, onde Alexandre I estava na época. Depois de discutir com ele a questão do casamento de sua irmã com o imperador austríaco, Kurakin enviou a Maria Feodorovna uma carta com o seguinte conteúdo:
"O soberano pensa que a personalidade do imperador Francisco não pode agradar e ser emparelhada com a grã-duquesa Catarina. O Imperador o descreve como uma pessoa má, calva, insignificante e fraca de vontade, privada de qualquer energia do espírito e relaxada no corpo e na mente de todos os infortúnios que experimentou, covarde a tal ponto que tem medo de montar um cavalo a galope e ordena que seu cavalo seja conduzido por uma coleira. Exclamei que isso não é nada parecido com as qualidades da Grã-Duquesa: ela tem uma mente e espírito correspondentes à sua família, ela tem força de vontade. O Imperador afirma que Sua Alteza, irmã e Rússia não ganharão nada com este casamento embora, como ele disse, o condenador ele ama tanto sua irmã, respeita tanto os direitos maternos de Vossa Majestade, quaisquer que sejam suas próprias opiniões, ele, é claro, não se oporá aos seus desejos e aos da grã-duquesa"
Tendo recebido este relatório de Kurakin, Maria Feodorovna, sem demora, escreveu a seu filho-imperador:
"Você sabe que a felicidade, alegria e serenidade da minha vida dependem da presença de Kato. Ela é minha filha, minha amiga, a alegria dos meus dias: minha felicidade pessoal desmorona se ela me deixar, mas como ela pensa que encontrará a sua felicidade neste casamento, e como espero também, esqueço eu mesmo e penso apenas em Kato."
Catarina, decidindo defender sua escolha (verdade, até agora apenas a sua, visto que a escolha do próprio imperador austríaco não era conhecida), escreveu ao irmão:
"Você diz que ele tem quarenta anos o problema não é grande. Você diz que este é um marido lamentável para mim eu concordo. Mas me parece que as pessoas reinantes, em minha opinião, estão divididas em duas categorias - pessoas decentes, mas limitadas; inteligente, mas nojento. Parece que não é difícil fazer uma escolha: os primeiros, é claro, são preferíveis. Compreendo perfeitamente que encontrarei nele não Adônis, mas apenas uma pessoa decente; isso é o suficiente para a felicidade da família."
Percebendo que sua irmã, sonhando com um destino brilhante, estava cega pelas oportunidades que a posição de imperatriz lhe daria, Alexandre I escreveu em resposta que, "Com toda a sua mente sóbria, ela não conseguia imaginar o que era a verdadeira vida na corte vienense. "Ninguém no mundo vai me garantir que este casamento poderia ser feliz por você". Enquanto a correspondência continuava, o Príncipe Kurakin continuou a cumprir a delicada missão da imperatriz-mãe. Ele chegou a Viena e de lá logo escreveu a ela sobre sua opinião pessoal sobre o imperador Francisco:
“Não estou sozinho, mas fui um dos primeiros a acreditar que o imperador Francisco, quando ficou viúvo, representou o melhor e mais brilhante papel da grã-duquesa Catarina Pavlovna. O encanto da honra, o brilho do trono de uma das potências mais antigas e poderosas da Europa sustentaram essa convicção em mim. Mas, tendo chegado aqui, aproximei-me do Imperador Francisco e o vi, tendo descoberto tudo o que diz respeito às suas qualidades, hábitos, o modo de vida com a falecida Imperatriz e os conteúdos de pessoal atribuídos a ela, atrevo-me a dizer francamente Vossa Majestade que esta não é uma festa desejável para a Grã-Duquesa."
Depois de uma carta sobre o casamento de Catarina com o imperador da Áustria, não houve mais conversa. A missão do príncipe Kurakin de encontrar um noivo em Viena não foi coroada de sucesso. E o imperador Francisco logo escolheu a princesa Maria Beatriz de Modena como esposa, sua prima, católica. Enquanto isso, Napoleão cortejou a irmã de Alexandre I alguns meses depois por meio de seu ministro Talleyrand. Mas ele considerava que o imperador francês não poderia agradar a Catarina e fazê-la feliz. A mãe-imperatriz também assumiu uma posição negativa em relação a este casamento. Ela era devotada demais à sua amada pátria alemã para concordar em dar sua filha ao "arrivista francês" de quarenta anos, como ela chamava Napoleão. A própria Catarina, tendo sabido do casamento, disse que seria melhor para ela se casar com o foguista de Czarskoe Selo do que com este corso. 

## Casamento

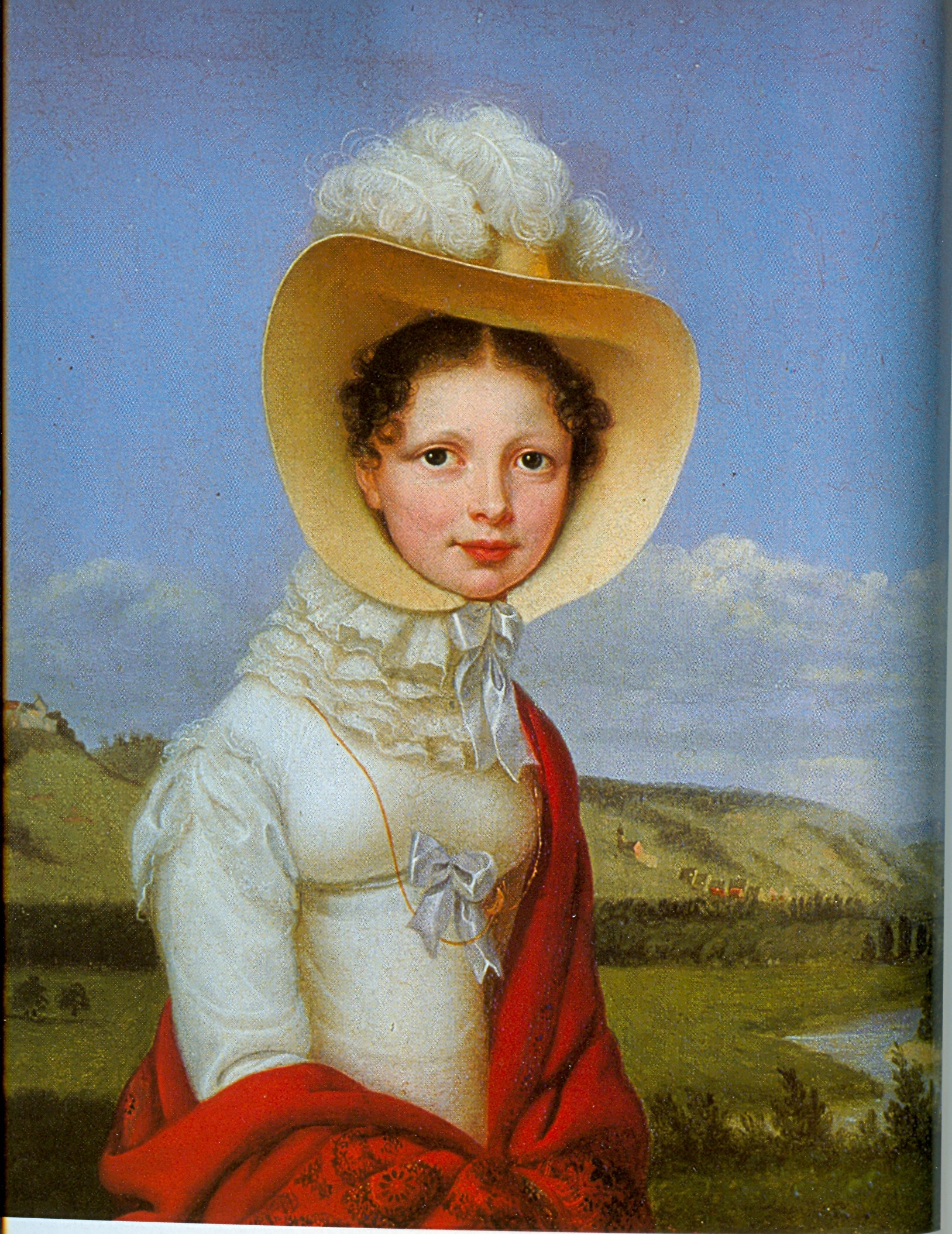
Grã-duquesa Catarina.

Enquanto isso, a grã-duquesa já havia completado dezenove anos e ainda vivia com a família. Finalmente, com a bênção de sua mãe, Catarina foi prometida ao príncipe Jorge de Oldemburgo, um representante da linhagem mais jovem da Casa Holstein-Gottorp. Ele era filho da própria irmã da imperatriz, Frederica, que morreu cedo. O noivo tinha vinte e quatro anos. Chegando à Rússia, ele se tornou seu súdito e estava no serviço militar russo. Na Rússia, ele foi chamado de Georgy Petrovich. (Foi ele quem se tornou o ancestral da linha russa da Casa de Schleswig-Holstein-Oldemburgo). A própria Catarina concordou com este casamento. O príncipe despertou sua simpatia e, após o primeiro encontro entre os jovens, surgiu uma intimidade cordial. Antes mesmo do casamento, os noivos começaram a comparecer juntos em recepções oficiais, bailes na corte e em locais públicos. Houve total entendimento mútuo entre os futuros cônjuges. Pouco antes do casamento, a irmã de Catarina, Maria Pavlovna, com seu marido chegou a São Petersburgo de Weimar. Havia uma amizade especial entre essas irmãs, embora fossem completamente diferentes em caráter.
O casamento foi magnificamente celebrado em 18 de abril de 1809. A Imperatriz Mãe informou ao Príncipe Bagration do significativo acontecimento, que enviou aos jovens seus parabéns e um presente de casamento. A encantadora Catarina, que combinava uma rara beleza e uma mente sutil, continuou sendo seu ídolo até o fim de seus dias. (Três anos depois, a grã-duquesa fica sabendo da morte heróica de seu ídolo. Durante a guerra com Napoleão na Batalha de Borodino, uma lasca do núcleo estilhaçou a tíbia da perna esquerda do general. Ele recusou a amputação da perna proposta pelos médicos e morreu de gangrena 17 dias depois de ser ferido.)  No entanto, o casamento da Grã-Duquesa Catarina com o Duque Jorge de Oldemburgo surpreendeu a muitos. De aparência curta, longe de ser brilhante como ele poderia seduzir a rebelde grã-duquesa. E, de fato, o duque não tinha uma aparência atraente, tinha uma estatura baixa e, ao que parecia, não podia ser um casal digno para a bela princesa. Mas, como os contemporâneos notaram, ele era uma pessoa honesta e gentil, com uma mente aberta e grande intelecto altamente educado (ele se formou na Universidade de Leipzig), conhecia a literatura alemã, amava poesia (e escrevia poesia ele mesmo). Para Catarina, a comunicação com ele era de grande interesse. E a origem do duque era honrosa afinal, ele, como o imperador russo, pertencia à Casa Holstein. De grande importância foi o fato de que neste casamento a grã-duquesa não precisou mais deixar sua família e a Rússia.
“Este casamento é desigual, relatado nos relatórios dos diplomatas, mas, no entanto, prudente e digno da Grã-Duquesa, que é tão prudente quanto amável. Seu primeiro desejo é não deixar sua família e sua amada Rússia, pois o príncipe se instala aqui e pode-se imaginar que destino brilhante o aguarda."
Por algum tempo após o casamento, os recém-casados viveram em Pavlovsk, no Palácio Konstantinovsky, e então se mudaram para São Petersburgo, onde o Palácio Anichkov foi dado a eles (um presente do irmão para a irmã por ocasião de seu casamento com o Príncipe de Oldemburgo. Catarina foi proprietária do palácio até 1816). Logo, o príncipe Jorge foi nomeado governador-geral das províncias de Tver, Yaroslavl e Novgorod, no vasto território do qual viviam cerca de dois milhões de pessoas. Os principais sistemas fluviais do país e a rodovia São Petersburgo passavam por essas províncias. O esposo de Catarina foi encarregado de gerenciar as comunicações do país. A cidade de Tver, localizada na estrada mais movimentada entre Moscou e a capital do norte, tornou-se a residência do governador. Para o casal, foi reconstruído o palácio, fundado em Tver durante o reinado de Catarina II, com ele um grande jardim foi projetado, descendo até as margens do Rio Volga. O jovem casal instalou-se no palácio. Um homem de dever e honra, o príncipe Jorge imediatamente após sua nomeação começou a cumprir ativamente seus deveres muito difíceis. Por um curto período de serviço, ele fez muito por suas províncias. Sob ele, muitas estradas novas apareceram, as antigas foram reparadas. A grã-duquesa Catarina também participou ativamente do trabalho de seu marido-governador. Ela dedicou especial atenção à organização de escolas e hospitais, à criação de instituições sociais e ao atendimento da parte pobre da população das províncias. Os cônjuges passavam o tempo lendo, principalmente, obras de autores alemães que Jorge conhecia bem. Catarina, por sua vez, ajudou o marido a aprimorar a língua russa, pintou muito, que o marido também era fã. (Ela teve aulas de pintura com o artista Yegorov e ilustrou coleções de poemas de seu marido.) Em suma, o casamento estava em completa harmonia. Cada pessoa com uma determinada posição, passando de uma capital a outra, procurava apresentar seus respeitos ao casal do governador. Portanto, não faltaram convidados. As visitas foram feitas por membros da família imperial, altos funcionários, cientistas, artistas, escritores e outros compatriotas proeminentes.  
O imperador Alexandre I frequentemente visitava sua irmã em Tver ele tratava Catarina com grande amor e confiança. Apesar da diferença significativa de idade ele era onze anos mais velho do que a irmã Alexandre era muito amigo dela. Sua extensa correspondência foi preservada. Pelas cartas fica claro que todos os anos e em qualquer situação a irmã podia expressar ao irmão coisas tão francas que ninguém no círculo do soberano ousava fazer. Catarina era a melhor amiga, conselheira e confidente do imperador. E ele confidenciou suas dúvidas a ela, muitas vezes necessitando de apoio. Com sua mente, um senso de patriotismo pronunciado e ao mesmo tempo com um toque feminino delicado, ela muitas vezes era simplesmente necessária para ele. O imperador discutiu questões de família e estado com ela, consultou sobre questões de política externa e interna, iniciando tais planos, que permaneceu um segredo até mesmo para seu círculo íntimo. Alexandre I da Rússia apreciava muito a mente acadêmica e as brilhantes qualidades organizacionais e diplomáticas de sua irmã.  

Um de seus contemporâneos (o Conde José Maria de Meira) testemunha:    
"O modo de vida da Grã-Duquesa Catarina Pavlovna em Tver era realmente incrível. À noite, sua casa parece um mosteiro; a famosa escritora Karamzin lê ali palestras sobre a história da Rússia ... e as pessoas que ela homenageia com seu convite não têm outro entretenimento. A própria princesa ensina seu marido a língua russa e serve como mediadora entre ele e o povo. A gentileza e cortesia da Grã-Duquesa são incomparáveis. A princesa é muito favorecida por seu irmão, que a cobriu de riquezas e todos os tipos de sinais de atenção. Ela é muito educada e muito esperta. É uma cabeça capaz de antever muitas coisas por muito tempo e tomar as medidas mais decisivas”.    
Por sugestão de Catarina, o historiador russo Karamzin redigiu uma nota "Sobre a antiga e a nova Rússia em suas relações políticas e civis " e a apresentou ao imperador Alexandre I da Rússia durante uma de suas visitas a Tver. Com Karamzin, que trabalhou na história da Rússia e é bem conhecido na Europa, a grã-duquesa manteve correspondência por todos os anos subsequentes. Em 30 de agosto de 1810, a Duquesa de Oldemburgo deu à luz um filho, Alexandre Georgievich de Oldemburgo. Aconteceu em Pavlovsk, onde ela chegou algumas semanas antes do parto para ficar com sua mãe. O aparecimento de um filho na família Oldemburgo foi uma grande alegria para todos os Romanov. Alexandre I queria dar a seu sobrinho o título de grão-duque se ele fosse batizado de acordo com o rito ortodoxo. Mas o duque Jorge não foi tentado pela proposta do imperador russo. O pequeno príncipe recebeu o batismo luterano. No outono de 1810, a jovem família voltou para sua casa em Tver. Em conexão com a marcha vitoriosa do imperador francês Napoleão pela Europa, uma situação alarmante começou a ser sentida na Rússia. Desde março de 1812, pela ordem máxima, o marido de Catarina estava em Vilno, onde as tropas russas estavam concentradas na época. No verão, a negócios, ele foi para Yaroslavl, e sua esposa, que estava grávida novamente, foi com ele. Lá, em 26 de agosto, ela deu à luz seu segundo filho, chamado Pedro em homenagem ao pai de seu marido, o duque de Oldemburgo Pedro Frederico Luís. Eles voltaram a Tver apenas na segunda metade de novembro, quando o exército de Napoleão já estava marchando em solo Russo.   
Nesta época extremamente difícil para sua pátria, Catarina não sucumbiu à confusão geral. Apesar do rápido avanço das tropas francesas para Moscou, a irmã do imperador se opôs fortemente à conclusão de um armistício com Napoleão e foi uma das primeiras a apoiar a ideia de convocar uma milícia. Com seus camponeses específicos, pagou com seu próprio dinheiro, ela formou o "Batalhão da Grã-duquesa Catarina Pavlovna", que participou de muitas batalhas. Enquanto em Tver, a esposa do governador ordenou a informá-la constantemente sobre todos os eventos político-militares. O próprio Jorge Petrovich Oldenburgsky nas províncias a ele confiadas organizou destacamentos da milícia popular, hospitais e o fornecimento de alimentos para unidades militares. O imperador rejeitou seu pedido de ir aos campos de batalha.   

## Viuvez
Onze dias antes da expulsão dos franceses das fronteiras da Rússia, o duque, examinando um dos hospitais como governador, contraiu tifo e logo morreu. Ele tinha apenas 29 anos. Catarina Pavlovna ficou viúva e dois filhos pequenos. Este foi um teste terrível para a jovem. Ela considerou a morte do marido um verdadeiro desastre. Sua dor não tinha limites, ela parecia ter caído no abismo do desespero. Jorge era seu apoio, seu verdadeiro amigo. A partida de seu querido esposo significou o fim de tudo para ela. Ela então escreverá para o irmão:  
“Tver sempre será querida para mim. Este é o lugar onde passei os dias mais felizes, talvez os dias mais felizes da minha vida, já que não acredito que estarei destinada a tê-los novamente.” 
O caixão com o corpo de Jorge foi transportado de Tver para Czarskoe Selo. Poucos dias depois, uma cerimônia de luto foi realizada em São Petersburgo na presença da família imperial, numerosos convidados e residentes da cidade. (Em 1826, os restos mortais do duque serão transportados para Oldemburgo. Mas isso acontecerá após a morte de Catarina Pavlovna.) A grã-duquesa a deixou "quieta, querida" Tver, como ela disse, para sempre. Ela ficou gravemente doente e foi morar com sua mãe. De agora em diante, Catarina na Rússia é a duquesa viúva de Holstein-Oldemburgo. De si mesma e de sua descendência, ela renunciou para sempre a qualquer reivindicação ao trono russo. Nos anos subsequentes de sua vida apenas seis anos o irmão-imperador não deixou sua irmã sem atenção e ajuda. Posteriormente, ela disse: "Acima de tudo, lamento na minha vida não ter sido um homem em 1812".  Em março de 1813, junto com seu filho mais velho, Alexandre, Catarina foi para a Europa fazer um tratamento nas águas da Boêmia (hoje é o resort Karlovy Vary). O filho mais novo ficou aos cuidados de Maria Feodorovna. A grã-duquesa Maria Pavlovna, duquesa de Saxe-Weimar, veio se encontrar com sua irmã. Para o deleite das duas filhas do imperador russo, a derrota da França já era inevitável. 
Há alguns anos, acontecimentos desagradáveis aconteceram no Ducado de Oldemburgo, um pequeno principado no norte da Alemanha. O sogro da grã-duquesa, duque Pedro Frederico Luís, foi forçado a ingressar na chamada Liga do Reno, criada por Napoleão. Napoleão, que tratava os príncipes alemães como seus vassalos, ofereceu ao duque a cessão de suas posses à França em troca da cidade de Erfurt e algumas outras terras da Turíngia no sul da Alemanha. Localizada na costa do Mar do Norte, Oldemburgo foi extremamente importante para os objetivos estratégicos do conquistador francês. Mas o duque não concordou com a reivindicação do imperador da França às suas possessões ancestrais. Então Napoleão trouxe seus regimentos para o território de Oldemburgo, e Pedro Frederico foi forçado a buscar refúgio na Rússia. Ele foi capaz de retornar à sua terra natal apenas após a derrota dos franceses em 1813 na Batalha de Leipzig. Em 1815, por decisão do Congresso de Viena, Oldemburgo se tornará um Grão-Ducado. O duque-sogro reinante morrerá em 1829, e o irmão do marido de Catarina, tio de seus dois filhos, os príncipes Alexandre e Pedro Georgievich, se tornará o grão-duque de Oldemburgo. 

## Viagens
Na Europa, Catarina visitou muitos países, mais de uma vez se encontrou com seu irmão, o imperador. Ela também dirigiu por Württemberg, ainda sem presumir que ele logo se tornaria sua segunda pátria. O seguinte registro de uma de suas contemporâneas permaneceu sobre Catarina da época: 
“Ela sempre se vestia de maneira muito simples, com um vestido de seda preta. Seus adoráveis cabelos castanho-escuros adornavam um belo rosto branco-rosado e uma testa redonda, que não mostrava nenhum traço de dor, embora ela sofresse muito com os nervos. Muito de seu sofrimento se devia à sua vida extremamente rígida, seu hábito de dormir apenas algumas horas por dia, suas constantes aulas de leitura e redação de manhã cedo até tarde da noite e, finalmente, sua dureza consigo mesma." 
No início de 1814, Catarina visitou a terra natal de seu marido Oldemburgo. Em uma de suas cartas, ela escreveu: 
“Agora estou na terra natal do príncipe. Ao chegar aqui, fiquei muito preocupado. Seu pai e irmão me receberam com a mesma amizade. A cidade de Oldenburg é linda e especialmente feliz por ser revitalizada novamente. Os habitantes sofreram muito com o domínio francês."
Em março de 1814, Catarina, depois de visitar a Holanda, decidiu ir para a Inglaterra, língua que conhecia bem desde a infância. O irmão mais novo do regente-duque inglês, o futuro rei Jorge IV do Reino Unido, príncipe Guilherme de Clarens, foi ao seu encontro. Ele fez isso com a firme intenção de convidar a irmã viúva do imperador russo para se tornar sua esposa. Mas Catarina, que já estava pensando em encontrar um esposo para si mesma, não só rejeitou a oferta, mas também se recusou a navegar para a ilha britânica com ele no mesmo navio, preferindo uma fragata do Almirantado. A grã-duquesa não foi à Inglaterra para se tratar: ela tinha objetivos políticos. Segundo o ponto de vista de historiadores estrangeiros, Catarina Pavlovna, como confidente de Alexandre I, "Tentou deixar claro que foram a Rússia e seu imperador os vencedores de Napoleão e os novos governantes da Europa".  

Na Inglaterra, Catarina Pavlovna desejou permanecer incógnita. O embaixador russo, o conde Lieven, preparou para ela uma luxuosa mansão no centro de Londres, em Piccadilly Circus, onde ela morou por vários meses. Com o próprio príncipe regente, o relacionamento dela não deu certo imediatamente. De acordo com testemunhas oculares, logo no primeiro jantar, ficou claro para todos que "Não se suportam". A grã-duquesa ainda estava de luto por seu marido, falava com amargura de seus problemas, e o príncipe Jorge mostrava claramente que não confiava muito nela e "Falava levianamente de seu luto e tristeza". Depois daquela noite, a grã-duquesa e o príncipe regente sentiram "Ódio mútuo um pelo outro e mantiveram esse sentimento até o fim". Catarina, falando muito friamente sobre os ministros britânicos, recebeu representantes da oposição (o partido Whig) e mostrou-se favorável às pessoas hostis ao tribunal. Nesse sentido, suas relações com o embaixador russo na Inglaterra, o Conde Lieven, também pioraram. Em dias estabelecidos, a grã-duquesa ia à casa do embaixador para jantares para ver pessoas influentes em Londres, mas ela própria fazia a lista dos convidados. Como testemunhas testemunham,  
“Nesses jantares, o conde Lieven limitou-se a encontrar Catarina Pavlovna na entrada da casa, acompanhando-a silenciosamente até a mesa em que se sentaram lado a lado. Ao mesmo tempo, nem uma vez dentro de dois meses, até a chegada do imperador, eles não trocaram uma única palavra." 
Enquanto Catarina Pavlovna estava em Londres, Paris foi tomada pelas forças aliadas. O império de Napoleão caiu. Ao saber disso, a viúva do duque de Oldemburgo despiu de forma ostensiva suas roupas pretas de luto, que vestia o tempo todo após a morte do marido tão grande era a alegria. Após a capitulação de Napoleão e sua abdicação, o Imperador Alexandre I viria a Londres a convite do Príncipe Regente. Ele estava no auge da fama e era muito popular na sociedade inglesa. Como escreveram os jornais, "Toda a nação inglesa aguarda sua chegada com impaciência e entusiasmo". Ele chegou à Inglaterra em junho de 1814. 
A recepção do imperador russo foi entusiástica. Ele teve sucesso não apenas entre os súditos da coroa britânica, mas também nos círculos políticos e parlamentares. Acompanhado de sua irmã, Alexandre I até participou de uma reunião da Câmara dos Comuns. Inteligente, enérgica e dominadora Catarina, de acordo com os contemporâneos, exerceu uma influência notável sobre o irmão. Ele ouviu o conselho da irmã e foi com a sugestão dela que desenvolveu uma opinião claramente desfavorável sobre o príncipe regente Jorge, cujas reuniões eram frequentemente marcadas por vários incidentes. 

## Segundo casamento
O imperador veio para a Inglaterra acompanhado de seu primo, o príncipe herdeiro Guilherme de Württemberg. E uma vez que os pensamentos de Catarina naquela época estavam ocupados em procurar um novo marido, ela, voltando seu olhar para este honrado general das forças aliadas, uma pessoa bonita e corajosa, rapidamente sentiu simpatia por ele. O fato de Guilherme ser casado não era um obstáculo para uma jovem com autoconfiança e ambição pronunciadas. Eles começaram um caso e, no final da visita a Londres, navegaram juntos no mesmo navio, cruzando o Canal da Mancha. Sem dúvida, os sentimentos eram mútuos. Eles escreveram sobre o príncipe Guilherme que ele "Tem uma bela aparência, é muito inteligente e amável, mas não é um exemplo de lealdade masculina". Falava-se de seu relacionamento com uma certa garota Abel, de quem teve dois filhos. Nas costas do continente europeu, Catarina e Guilherme, semelhantes em caráter e desejo de poder, se separaram com a ideia de que a unificação dos destinos corresponderia plenamente aos interesses políticos e dinásticos de ambos.
No entanto, esse romance não impediu a ambiciosa grã-duquesa de mostrar abertamente interesse em um possível casamento com o duque da coroa austríaco Carlos Guilherme. Ele invariavelmente permanecia em sua lista de candidatos a marido. E o que é um pequeno principado alemão como Württemberg em comparação com a poderosa Áustria. Tendo uma opinião elevada sobre seu destino e suas habilidades, Catarina acreditava que ela foi chamada para governar um grande território, como a Áustria. Durante todas as semanas seguintes de busca e reflexão, Caterina e Guilherme escreveram cartas um para o outro. Em 10 de agosto, o Príncipe Herdeiro de Württemberg escreveu que seu casamento aconteceu apenas para o mundo e que a libertação dessa obrigação requer apenas tempo e algumas formalidades difíceis. (Casou-se em 1808, ou melhor, foi casado por motivos puramente dinásticos, com Carolina Augusta, de dezesseis anos, filha do Rei da Baviera. Logo após o casamento, os recém-casados partiram para nunca mais se encontrar.)
O casamento foi oficialmente dissolvido vários meses depois, por consentimento mútuo dos cônjuges. Posteriormente, a princesa da Baviera Carolina Augusta se casará com o recém-viúvo imperador austríaco Francisco sua terceira esposa morreu em 1816. O que Catarina uma vez se esforçou, foi para outra. Ávida pelo poder, apesar dos esforços dos embaixadores, da mãe e dela mesma, ela nunca se tornou uma imperatriz austríaca. Seu casamento com o duque herdeiro Carlos também não aconteceu. Desta vez, além das intrigas na corte austríaca, a mãe de Catarina foi contra o casamento. Maria Fedorovna disse desta vez seu categórico "Não". O arquiduque era católico. E a viúva imperatriz não conseguia esquecer o trágico destino de sua filha mais velha, Alexandra, na Áustria. Um partido adequado para a Grã-Duquesa Catarina, viúva do Duque de Oldemburgo, após uma longa busca, foi determinado durante o Congresso de Viena. Foi em Viena, onde os assuntos europeus deveriam ser decididos e os reis e duques que perderam seus tronos e posses durante as conquistas de Napoleão, onde o destino da filha do czar foi finalmente determinado. Ela se tornaria a esposa de Guilherme Frederico, duque hereditário da Casa real de Württemberg.  
Esse casamento tinha objetivos puramente políticos. O Duque de Württemberg Frederico, pai do futuro marido de Catarina, estabeleceu-se como um aliado leal de Napoleão, graças ao qual aumentou seu território às custas da Áustria quase duas vezes. Foi pela graça do imperador francês que passou a ter o título de rei desde 1806, tendo entrado na União do Reno. E os destacamentos de Württemberg faziam parte do exército francês. Político inescrupuloso, o rei Frederico I procurou seu benefício em todos os lugares e, apesar de seu relacionamento próximo com os Romanov, entrou na guerra ao lado dos franceses contra a Rússia. As perdas para o pequeno reino foram enormes. Dos quinze mil e oitocentos soldados, ao final da guerra, apenas trezentos voltaram com vida. Portanto, a queda de Napoleão tornou a posição internacional do Reino de Württemberg bastante precária. O casamento do príncipe herdeiro com a grã-duquesa russa teria permitido que ele ficasse com as terras adquiridas. Para a Rússia, era importante ter Württemberg como aliado. Ao saber da decisão, ela a princípio mostrou sua discordância, mas, como suas irmãs mais velhas, foi forçada a seguir a vontade de outra pessoa. 
Ela deveria usar uma coroa mais modesta do que gostaria, mas com base no amor e na compreensão mútua. É verdade que, no fundo do coração, a neta de Catarina II esperava que fosse o príncipe herdeiro Guilherme cujo pai estava doente e logo poderia partir para outro mundo, poderia se tornar um candidato à futura coroa imperial alemã, que já foi discutida nos bastidores das negociações políticas. Portanto, ela ainda pode se tornar uma imperatriz. No outono de 1815, tendo se encontrado com Guilherme de Württemberg em Frankfurt, ela permitiu que sua prima pedisse sua mão na Imperatriz-mãe. Maria Feodorovna saudou o casamento de seu sobrinho com sua filha. Afinal, era sobre sua terra natal, que naquela época estava em extrema necessidade, e seria muito mais fácil sair dela tendo uma rainha da Casa de Romanov. Em novembro, após quase três anos de ausência, a viúva duquesa de Oldemburgo voltou a Petersburgo. Imediatamente após o Ano Novo, seu noivado foi anunciado ao Duque Coroa de Württemberg. 

### Vida em Württemberg
O casamento ocorreu duas semanas depois, após quatro anos de viuvez, Catarina se casou novamente. Um novo e final capítulo começou na vida conturbada da Grã-Duquesa Russa. Junto com seu marido e filhos, Catarina deixou Petersburgo e um mês depois já estava em Estugarda, a principal cidade de Württemberg. Os pequenos príncipes (Alexandre tinha seis anos, Pedro tinha quatro anos) doravante seriam criados sob a supervisão de sua mãe no reino luterano. O bibliotecário do Palácio de Tver, o Conselheiro de Estado von Born, que deveria ensinar as crianças a língua russa, também chegou com eles. Da Rússia, junto com a grã-duquesa, seguiram carrinhos com seu dote, cuja riqueza e luxo surpreenderam a todos: móveis, pratos, vestidos, sapatos, linho, peles, joias, etc... E assim por diante. O dote era então exibido nas dependências do palácio para que todos pudessem ver. Na pobre Württemberg, com sua simplicidade de vida, nunca foi visto. A filha do imperador russo, a princesa herdeira de Württemberg, rapidamente conquistou a simpatia do povo. Apesar da riqueza que trazia, ela levava uma vida ordeira e econômica, isso ficou sabido pelos servos, que consistiam de wurttembergianos, e ela não era avessa a fofocas. 
Graças à sua inteligência e capacidade de compreender personagens humanos, a grã-duquesa Catarina logo conquistou a confiança do rei-sogro, que ficou impressionado com seu comportamento e estilo de vida modesto. Com o pai do marido, homem de natureza muito complexa, a nora estabeleceu boas relações. No aniversário de Catarina 10 de maio  ele entregou a ela as chaves do castelo, antes vazio, mas agora colocado em ordem, no subúrbio de Bellevue. A Grã-Duquesa mudou-se alegremente do Palácio de Stuttgart para este castelo. Situava-se em meio a uma natureza pitoresca, com vistas magníficas das janelas: o vale montanhoso do Rio Neckar com numerosos vinhedos, no centro dos quais ficava o Monte Rothenberg. De agora em diante, o palácio de verão em Bellevue se tornou o lugar favorito para ficar.
Em outubro do mesmo ano, o rei Frederico, de 62 anos, adoeceu. Ela, apesar de estar no último mês de gravidez, estava quase constantemente ao lado do paciente, dando ela mesma os remédios. Ele morreu depois de um tempo, praticamente nos braços dela. Cansada de muitas horas de plantão, Catarina, no dia 30 de agosto, um pouco antes do previsto, deu à luz uma filha em homenagem à avó-imperatriz e ao avô-rei, ela se chama Maria Frederica. A princesa russa se tornou a rainha de Württemberg. 

## Rainha
Guilherme I, que subiu ao trono de seu pai, herdou uma herança difícil. Os assuntos de Estado estavam em mau estado e as finanças em desordem. O país estava à beira da pobreza. Nos primeiros dias, Guilherme divulgou um manifesto no qual anunciava que se empenharia de todas as maneiras possíveis pelo bem-estar maior do povo. Ele introduziu economia em tudo que pudesse melhorar a situação do país. E foi difícil: depois de longas guerras, seguiu-se uma quebra de safra, causada por um verão úmido e frio em toda a Europa. Imediatamente, os preços aumentaram acentuadamente e a fome começou. No verão de 1817, o rei Guilherme estabeleceu a Sociedade para promover e promover a economia e a indústria doméstica rural. Catarina tornou-se curadora e membro ativo da nova sociedade. Ela lançou um extenso trabalho de caridade. Com sua participação direta, foi criada a primeira Caixa Econômica Württemberg na cidade, para assistência social à população. Para melhorar o bem-estar dos pobres, ela praticamente reformou as estruturas do Estado. Com a sua ajuda, foram criadas instituições sociais modernas, foram fundadas escolas com novos currículos, onde, por iniciativa da rainha, começaram a ser ministradas aulas de educação física não só para os rapazes, mas também para as raparigas. O mérito de Catarina é também a construção de cantinas públicas, jardins de infância instituições médicas. E tudo isso foi feito principalmente com o dinheiro que ela recebeu como dote. Em Estugarda, ainda funciona um hospital, criado por sua iniciativa e às suas custas. 
É denominado “Hospital de Catherine” (“Katharinenhospital”). Por iniciativa pessoal de Catarina, uma instituição educacional foi criada em Stuttgart para a educação de meninas, inspirada nas instituições que existiam na Rússia desde o reinado da Imperatriz Catarina II. A grã-duquesa cobriu todos os custos do dispositivo inicial. Ela também demonstrou atenção e cuidado constante com os alunos. Em outubro de 1818, a Rainha mostrou sua criação à Imperatriz Mãe quando ela visitou sua filha. Maria Feodorovna doou ao instituto um valor significativo para a compra de material didático. criado por sua iniciativa e às suas custas. É denominado “Hospital de Catarina” (“Katharinenhospital”). Por iniciativa pessoal de Catarina, uma instituição educacional foi criada em Stuttgart para a educação e educação de meninas, inspirada nas instituições que existiam na Rússia desde o reinado da Imperatriz Catarina II. A grã-duquesa cobriu todos os custos do dispositivo inicial.  “Nunca conheci uma mulher tão obcecada com a necessidade de se mover, atuar, representar um papel e ofuscar os outros ela era dotada de sentimentos fortes.” é assim que um de seus contemporâneos escreveu sobre a grã-duquesa e rainha de Württemberg Catarina. E a filha do czar russo realmente não perdia tempo em ociosa inação, como seu título lhe permitia. A natureza ativa e o coração compassivo de Catarina não toleravam o descanso. Ela queria sinceramente ser útil para sua nova pátria. 
Ambos os cônjuges tinham um caráter forte e dominador, por isso não podiam prescindir de conflitos. Guilherme, um homem teimoso e arrogante, acostumado a ser obedecido, nem sempre conseguia encontrar uma mulher inteligente, autoconfiante e mesmo com ambições políticas. Ele preferia ser abordado por um "ganso estúpido", como dizem os alemães, que ouviria cada palavra sua e o obedeceria implicitamente. Catarina não era assim. Objetiva e obstinada, ela poderia influenciar qualquer pessoa. Com o marido, ela estava unida por uma sede de poder: para ganhar influência na política europeia, de Württemberg ela se esforçou para esticar os fios do Império Alemão houve conversas persistentes sobre sua criação. (A literatura histórica observa seu desejo de se tornar Catarina III para a Rússia, substituindo seu irmão no trono, que caiu no misticismo e perdeu influência no estado vários anos após a vitória sobre Napoleão.) Na sociedade, o casal real demonstrava total harmonia conjugal: juntos assistiam a apresentações teatrais, concertos, bailes e chás realizados no palácio. Catarina mantinha boas relações com os parentes do marido, que aguardavam o nascimento de um filho herdeiro.
Em 1817, poucos meses após o nascimento de sua primeira filha, a grã-duquesa subitamente escreveu um testamento. O que desanimou entes queridos: por que uma mulher de 29 anos, depois de um ano e meio de casamento, decidiu fazer isso. Por que no documento ela se desviou dos termos do contrato de casamento por que ela indicou as dívidas do marido nisso. Tudo isso permaneceu além da compreensão. Além disso, o testamento indicava que no momento ela estava completamente saudável, mas ela tinha que pensar em uma possível morte. Provavelmente, Catarina estava preocupada se ela suportaria a próxima gravidez por razões de saúde para dar à luz o filho herdeiro que se esperava dela. Os partos anteriores não foram fáceis para ela, e ela não tinha certeza do sucesso do próximo.  Em seu testamento, Catarina obrigou o marido a cuidar da educação de seus dois filhos até a maioridade. A questão do dinheiro também foi detalhada. Guilherme recebeu a maior parte de sua propriedade por testamento. 
"Qual é o problema?" parentes e amigos ficaram perplexos. Por que tanta pressa em fazer um testamento? (A irmã Maria Pavlovna escreveu seu testamento quando tinha setenta e um anos, e isso já depois da morte de seu marido.) Talvez o motivo seja desentendimentos com o marido. Mas em questões políticas e sociais, ela sempre o apoiou. Havia apenas uma versão do possível adultério do rei. Em junho de 1818, Catarina deu à luz sua segunda filha, chamada Sofia Frederica. “Deus me deu uma filha, saudável e doce ”, escreveu ela a Petersburgo. “Eu não sei como eu merecia todos os seus favores para mim; minha felicidade é completa, não tenho outro desejo, enquanto ela continuar.

### Duvidas sobre a forma de sua morte
O novo ano de 1819 começou de bom humor. Catarina regozijou-se com o próximo encontro com sua nora, a imperatriz Isabel Alexeievna. No dia 2 de janeiro, ela e o marido foram ao estábulo ver seus cavalos favoritos, no dia seguinte o casal visitou o teatro do palácio. Nada prefigurou a tragédia que aconteceu seis dias depois.
Catarina morreu repentinamente. A morte de uma mulher de trinta anos levantou muitas questões e deu origem a muitas lendas. 
Uma delas é a seguinte: Catarina em 4 de janeiro encontrou o marido sozinho com outra mulher. O choque do que viu causou um choque nervoso e, possivelmente, uma hemorragia cerebral: a grã-duquesa não queria compartilhar seu marido com ninguém. Embora os autores alemães fiquem perplexos, como que justificando o rei de Württemberg, naquela época era considerado normal que o soberano tivesse uma amante. Mas eles não levam em consideração não apenas o caráter orgulhoso da grã-duquesa russa, mas também seu sistema nervoso doente. Quando a menina tinha treze anos, o vilão assassinato de seu pai aconteceu; depois a morte inesperada de seu amado marido, pai de crianças muito pequenas, e o entorpecimento total resultante, que durou cerca de vinte minutos, quando os médicos temeram por sua vida; então tratamento ineficaz para uma doença nervosa nos resorts. Portanto, as experiências associadas à infidelidade do cônjuge,
Há outra versão: a rainha pegou um resfriado quando na véspera dirigia em uma carruagem aberta com tempo úmido, sob neve e chuva, vestida com roupas leves. Eles falaram sobre uma complicação e até uma infecção que causou erisipela na bochecha e lábio. Este último também foi indicado no anúncio oficial de sua morte. A alta temperatura e o esgotamento nervoso levaram a um triste desfecho na manhã do dia 9 de janeiro. De acordo com fontes alemãs, a seguinte versão foi confirmada não oficialmente: Catarina pegou um forte resfriado quando um vestido com roupas leves secretamente seguiu seu esposo infiel até o local de seu encontro com uma jovem italiana. A morte veio quatro dias depois. 
A tragédia aconteceu literalmente na véspera da visita da esposa de Alexandre I. Depois de deixar Baden, onde visitava sua mãe, a imperatriz Elizabeth Alekseevna já se aproximava de Stuttgart quando um mensageiro enviado ao seu encontro entregou-lhe uma carta do rei Guilherme. Nele, ele pediu ao convidado que não visitasse Stuttgart. O motivo não foi informado. A imperatriz russa ficou sabendo da morte repentina da irmã de seu marido poucas horas antes de sua possível visita, somente após sua chegada à Rússia. Luto profundo foi declarado na família real. A viúva imperatriz Maria Feodorovna, ao receber a notícia do falecimento de sua amada filha, ficou muito tempo em estado de choque. Ela se fechou e não queria aceitar ninguém. A fofoca começou em sua própria família, na Casa Imperial Russa, na sociedade, entre os monarcas e políticos da Europa. Qual é a causa da morte da Grã-Duquesa. Os olhares de reprovação foram dirigidos ao rei Guilherme. Ele, francamente, não escondeu sua dor.
Em 12 de janeiro, após o funeral civil, o caixão com o corpo do falecido foi instalado na Igreja Ortodoxa. No dia seguinte, um funeral foi realizado na presença de parentes e nobres do estado. O enterro ocorreu em 14 de janeiro. Quase todos os residentes da cidade se despediram de sua rainha na última viagem. A dor do povo foi sincera: em pouco mais de dois anos de sua estada em Württemberg, a rainha fez por seus súditos tanto quanto não havia feito nas décadas anteriores.
A rainha grã-duquesa foi sepultada temporariamente em Stuttgart, no corredor da igreja da cidade. Em 1824, seus restos mortais foram transferidos solenemente para o mausoléu, erguido por ordem do rei Guilherme I no topo da montanha Rothenberg, um dos lugares mais poéticos nas proximidades de Stuttgart. O autor do projeto da magnífica estrutura foi o italiano Giovanni Sallucci. No portal do mausoléu há uma inscrição: “Die Liebe ho & ret nimmer auf” (“O amor é eterno”).

## Descendência
Com o seu primeiro marido, o duque Jorge de Oldemburgo, Catarina teve dois filhos:
- Alexandre Georgievich de Oldemburgo (30 de agosto de 1810 – 16 de novembro de 1829), morreu aos dezanove anos de idade; sem descendência;
- Pedro Georgievich de Oldemburgo (26 de agosto de 1812 – 14 de maio de 1881), casado com a duquesa Teresa de Nassau-Weilburg: com descendência.

Com o seu segundo marido, o rei Guilherme I de Württemberg, teve duas filhas:
- Maria Frederica de Württemberg (30 de outubro de 1816 – 4 de janeiro de 1887), casada com o conde Alfredo de Neipperg; sem descendência;
- Sofia de Württemberg (17 de junho de 1818 – 3 de junho de 1877), casada com o rei Guilherme III dos Países Baixos; com descendência.

## Genealogia
| Catarina Pavlovna da Rússia | Pai: Paulo I da Rússia                                | Avô paterno: Pedro III da Rússia                    | Bisavô paterno: Carlos Frederico de Holstein-Gottorp        |
| Catarina Pavlovna da Rússia | Pai: Paulo I da Rússia                                | Avô paterno: Pedro III da Rússia                    | Bisavó paterna: Ana Petrovna da Rússia                      |
| Catarina Pavlovna da Rússia | Pai: Paulo I da Rússia                                | Avó paterna: Catarina, a Grande                     | Bisavô paterno: Cristiano Augusto de Anhalt-Zerbst          |
| Catarina Pavlovna da Rússia | Pai: Paulo I da Rússia                                | Avó paterna: Catarina, a Grande                     | Bisavó paterna: Joana Isabel de Holstein-Gottorp            |
| Catarina Pavlovna da Rússia | Mãe: Maria Feodorovna (Sofia Doroteia de Württemberg) | Avô materno: Frederico II Eugénio de Württemberg    | Bisavô materno: Carlos Alexandre de Württemberg             |
| Catarina Pavlovna da Rússia | Mãe: Maria Feodorovna (Sofia Doroteia de Württemberg) | Avô materno: Frederico II Eugénio de Württemberg    | Bisavó materna: Maria Augusta de Thurn e Taxis              |
| Catarina Pavlovna da Rússia | Mãe: Maria Feodorovna (Sofia Doroteia de Württemberg) | Avó materna: Sofia Doroteia de Brandemburgo-Schwedt | Bisavô materno: Frederico Guilherme de Brandemburgo-Schwedt |
| Catarina Pavlovna da Rússia | Mãe: Maria Feodorovna (Sofia Doroteia de Württemberg) | Avó materna: Sofia Doroteia de Brandemburgo-Schwedt | Bisavó materna: Sofia Doroteia da Prússia                   |